# سندفورد آن تمز
سندفورد آن تمز (به انگلیسی: Sandford-on-Thames) یک روستا و محله مدنی در بریتانیا است که واقع در آکسفوردشر جنوبی میباشد. سندفورد آن تمز ۳٫۷۸ کیلومتر مربع مساحت و ۱٬۳۳۶ نفر جمعیت دارد.